# Musik FM
Red Musik Fm es una cadena de emisoras de radio en frecuencia modulada de Venezuela.

## Historia
Red Musik Fm nace el 9 de febrero del 2012, generando audio en Alta definición, lo que nos permite brindar un sonido distinto a lo escuchado en otras emisoras, al crear una categoría en el mercado radial venezolano, que no poseía formato absolutamente musical y de entretenimiento. Rápidamente  la nueva marca ha ido consolidando  en el radio escucha  y cada vez más es vista en múltiples eventos. Los más  grandes conciertos musicales, eventos deportivos, la RED MUSI-K FM es de reconocida trayectoria en la actividad de telecomunicaciones, específicamente en el ámbito radial, pionera en transmisión de un estilo diferenciador único,  proveyendo a los radioescuchas de Venezuela y más allá una programación musical y de entretenimiento acorde con las exigencias del mercado actual.

## Frecuencias

### Venezuela
- Caracas: 104.5 FM
- Valencia: 101.9 FM
- Acarigua: 91.5 FM
- Tinaquillo: 103.7 FM
- Tucacas: 89.9 FM

### Otros países
- Curacao: 107.9 FM